# Marie-Noëlle Pichard
 (octobre 2018).
Si vous disposez d'ouvrages ou d'articles de référence ou si vous connaissez des sites web de qualité traitant du thème abordé ici, merci de compléter l'article en donnant les références utiles à sa vérifiabilité et en les liant à la section « Notes et références ».
Pour les articles homonymes, voir Pichard.
Marie-Noëlle Pichard est une illustratrice, scénariste et dessinatrice de bande dessinée française née le 27 avril 1955.

## Œuvre

### Presse
- Yann et Farida, série publiée dans Astrapi, scénario de Marie-Noëlle Pichard, dessins de François Daniel et Anne de Chambourcy.

### Albums
- Les Chercheurs de Dieu, Bayard Jeunesse

2. Abbé Pierre, Pauline Jaricot et Xavier de Nicolo, scénario et dessins collectifs, 1992  (ISBN 2-22761-072-7)
10. Saint Louis, Sainte Claire, scénario et dessins de Marie-Noëlle Pichard, 1999  (ISBN 2-22761-109-X)
- Le Fantôme du Gaulois, scénario de Martín Salvador, dessins de Marie-Noëlle Pichard, Doin Éditeurs

1. Les Secrets de l'anesthésie, 1996  (ISBN 2-70400-768-3)

- Jacquou le croquant, scénario de Marie-Noëlle Pichard, dessins de Pierre Frisano, Bayard, collection Aventure d'Okapi, 1998  (ISBN 2-70094-054-7)
- Le Retour des ombres, scénario de Marie-Noëlle Pichard, dessins de Frederik Garcia, Éditions Narratives, collection Pfizer, 2004  (ISBN 2-91465-609-2)
- La Revanche du scorpion, scénario de Marie-Noëlle Pichard, dessins de Thierry Duchesne, Éditions Narratives, 2001  (ISBN 2-91465-602-5)
- Tubix le pisteur d'anomalies, scénario de Marie-Noëlle Pichard, dessins de Stéphane Knecht, Éditions Narratives, 2003
- La Grande Journée - Les Enfants polyhandicapés, scénario de Jean-Louis Fonteneau, dessins de Marie-Noëlle Pichard, Doin Éditeurs, 1996  (ISBN 2-7040-0819-1) ; initiative de Mireille Malot
- Sur les pas de Teresa la religieuse de Calcutta, texte de Marie-Noëlle Pichard, illustrations de Claire Fauvel, Bayard, 2016  (ISBN 978-2-7470-5871-1)

### Illustrations
- Les Quatre Sœurs March de Louisa May Alcott. Éditions Dargaud, Collection « Lecture et Loisir » no 32, 1982
- Mon cher papa de Guy Jimenes, Oskar Jeunesse - collection Poche roman, 2008